# 萨克森大区
薩克森大区（德語：Gau Sachsen）是納粹德國於1933年至1945年在薩克森州的一個行政區劃。 在此之前，從1926年到1933年，萨克森大区是納粹黨在該地區的地區分部。